# Când natura își cere drepturile
„Când natura își cere drepturile” (titlu original: „Force of Nature”) este al 9-lea episod din al șaptelea sezon (și ultimul) al serialului TV american științifico-fantastic Star Trek: Generația următoare și al 161-lea episod în total. A avut premiera la 15 noiembrie 1993.
Episodul a fost regizat de Robert Lederman după un scenariu de Naren Shankar.

## Prezentare
Doi savanți aduc dovezi că motoarele warp afectează structura spațiului în mod negativ. 

## Actori ocazionali
- Michael Corbett - Rabal
- Margaret Reed - Serova
- Lee Arenberg - Prak
- Majel Barrett - voce calculator